# Rijksweg 57
Rijksweg 57, ook bekend als de dammenroute over een reeks Deltawerken, is een 77 km lange Nederlandse autoweg in de provincies Zuid-Holland en Zeeland. De weg is uitgevoerd als autoweg en als gebiedsontsluitingsweg en is over de gehele lengte als N57 bewegwijzerd.

## Route
De weg begint bij afrit 12 van de A15 nabij Brielle en Rozenburg. Meteen worden het Hartelkanaal en het Brielse Meer middels bruggen overgestoken. De weg loopt richting het zuiden en verbindt achtereenvolgens Voorne, Goeree-Overflakkee, Schouwen-Duiveland, Noord-Beveland en Walcheren. Deze voormalige eilanden zijn verbonden door middel van vier dammen van de Deltawerken. Bij Middelburg eindigt de weg en sluit hij aan op Rijksweg 58 (A58/E312). De weg is een belangrijke ontsluitingsweg voor de provincie Zeeland, en is in het noordelijk en zuidelijk deel gecategoriseerd en uitgevoerd als regionale stroomweg. Tussenliggende delen zijn ingedeeld als gebiedsontsluitingsweg. Twee segmenten van de weg zijn uitgevoerd als autoweg. Veel verkeer is, met name in de zomer, gerelateerd aan toerisme.

### Grote kunstwerken
De weg loopt over een reeks grote civiel bouwkundige 'kunstwerken', waaronder vier dammen van de Deltawerken. De N57 staat daarom ook bekend als de dammenroute. Van noord naar zuid een overzicht:
- Harmsenbrug over het Hartelkanaal.
- Brielsebrug over het Brielse Meer.
- Haringvlietdam over het Haringvliet.
- Brouwersdam over het Grevelingenmeer.
- Oosterscheldekering over de Oosterschelde.
- Veerse Gatdam over het Veerse Meer.
- Dampoort-aquaduct onder het Kanaal door Walcheren.

## Reconstructies sinds 2000
De N57 staat in de regio bekend als een dodenweg vanwege de vele ongelukken met dodelijke afloop. Sinds 2000 zijn daarom meerdere aanpassingen aan de weg uitgevoerd om de risico's op een ongeval te verkleinen. Er staan op veel plaatsen waarschuwingsborden voor tegenliggers en adviesborden om dimlicht te voeren. Men streeft ernaar de weg in te richten volgens de principes van Duurzaam Veilig. Op Voorne-Putten is de weg tussen de N218 bij Brielle en de Haringvlietdam in 2008 gereconstrueerd tot 2x1 regionale stroomweg, met een betonnen rijrichtingscheiding en waarbij de verkeerslichten zijn vervangen door turborotondes. Op de Haringvlietdam zelf bestond de N57 al sinds de aanleg uit gescheiden rijbanen met 2x2 rijstroken. Oorspronkelijk waren er plannen om de weg als snelweg uit te voeren. Daarom stond dit deel tot eind jaren 70 als A57 bekend.
Op Goeree-Overflakkee zijn sinds juni 2014 ook twee kruisingen voorzien van turborotondes. Verder is de snelheid naar 80 km/h verlaagd over de Brouwersdam, en vanaf daar naar Serooskerke op Schouwen-Duiveland. De weg is op dit stuk herbelijnd als gebiedsontsluitingsweg, en ook is een moeilijk overrijdbare middenscheiding op delen van de weg aangebracht. Op Schouwen-Duiveland werd reeds eerder een deel van de Kraaijensteinweg gereconstrueerd, en voorzien van parallelstructuren. Ook hier werden twee kruispunten voorzien van rotondes. Op Walcheren is de weg tussen Vrouwenpolder en Middelburg gereconstrueerd tot een 80 km/u gebiedsontsluitingsweg, waarbij gelijkvloerse kruisingen en verkeerslichten zijn vervangen door rotondes, en parallelstructuren zijn aangelegd. Langs Middelburg, en tot aan de A58, is de weg sinds 2011 uitgevoerd als 100 km/h stroomweg met 2x2 rijstroken, inclusief door het Dampoort-aquaduct. In juni 2014 was de Harmsenbrug, over het Hartelkanaal, voor verkeer zwaarder dan 50 ton afgesloten, dit vanwege de gesteldheid van de brug. Daarnaast zijn de dubbele rijstroken in beide richtingen om dezelfde reden naar twee keer één teruggebracht, tot de reparatie van de brug gereed was.

### Tracé op Walcheren verlegd
Middelburg kampte jarenlang met lange files tussen de Rijksweg 58 (A58/E312) en de Walcherse kustplaatsen. Daarvoor moest het verkeer de spoorweg, de Schroebrug en vele verkeerslichten passeren. Een tangent, die in 1970 door het zuidwestelijke deel van de binnenstad is aangelegd, kon de verkeersdrukte niet meer aan. Rijkswaterstaat verlegde het tracé van Rijksweg 57 in oostelijke richting. De N57 loopt sinds 21 februari 2011 vanaf de autosnelweg A58 bij aansluiting Middelburg-Oost (bij Nieuw- en Sint Joosland) langs de noordoostkant van Middelburg richting Middelburg-Noord, langs Serooskerke naar Vrouwenpolder. De weg kruist in Middelburg via het Dampoort-aquaduct het Kanaal door Walcheren. De verkeersdruk in de binnenstad is door het nieuwe tracé verminderd.

## Aantal rijstroken
| Traject                                              | Aantal rijstroken |
| ---------------------------------------------------- | ----------------- |
| Toerit A15 - Afrit Brielle (N218)                    | 2×2               |
| Afrit Brielle (N218) - Haringvlietdam                | 2×1               |
| Haringvlietdam - Afrit Stellendam                    | 2×2               |
| Afrit Stellendam - Rotonde Middelharnis (N215)       | 1+2               |
| Rotonde Middelharnis (N215) - Afrit Middelburg-Noord | 2×1               |
| Afrit Middelburg-Noord - Afrit Middelburg-Oost       | 2×2               |

## Trivia
De tweede etappe van de Ronde van Frankrijk 2015 ging over een groot gedeelte van de N57, met de finish op Neeltje Jans.

## Afbeeldingen

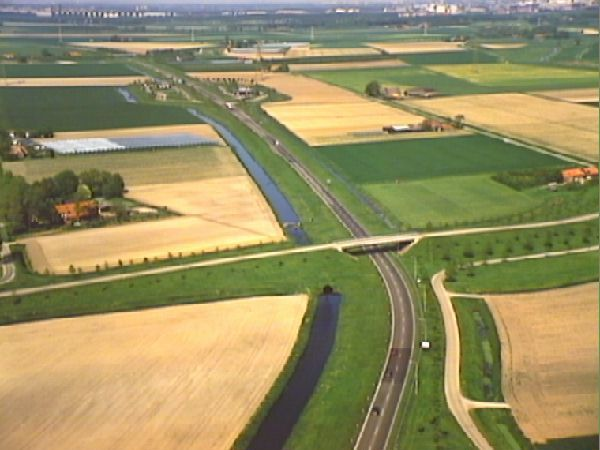
N57 nabij Hellevoetsluis (foto: Rijkswaterstaat)
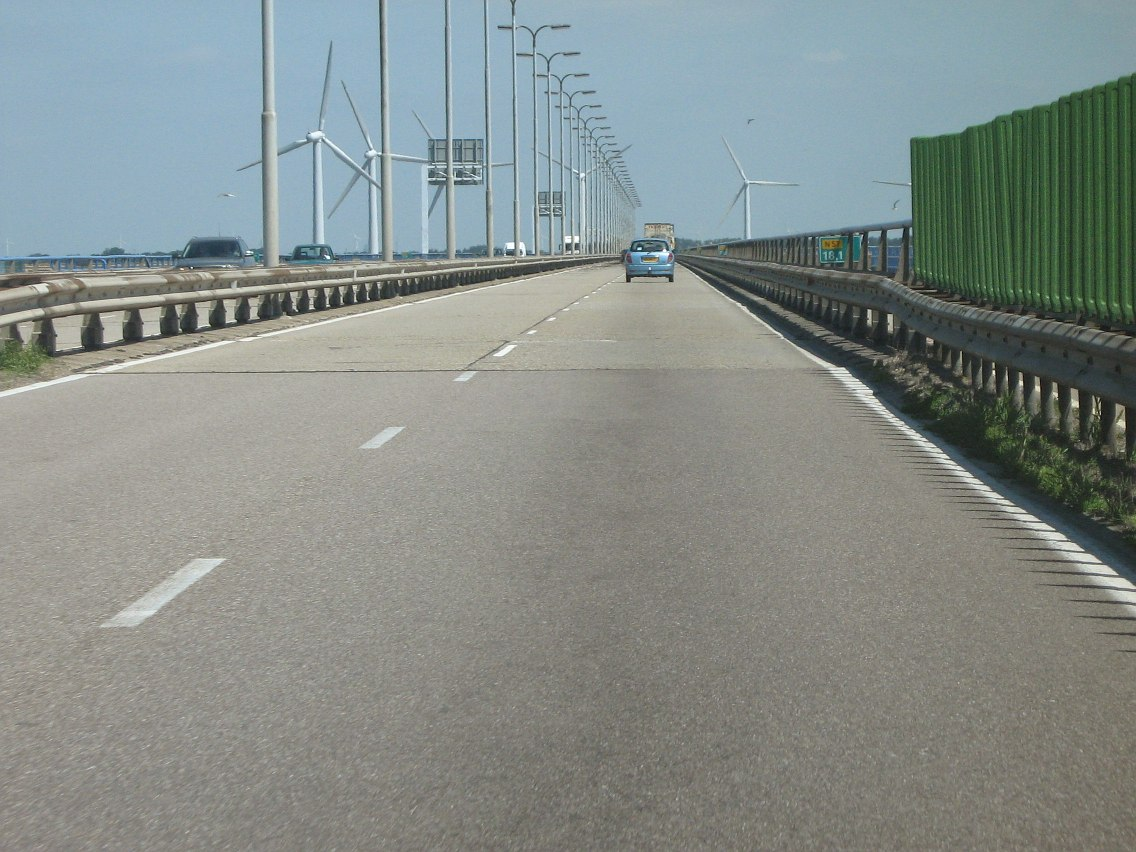
N57 over de Haringvlietdam.
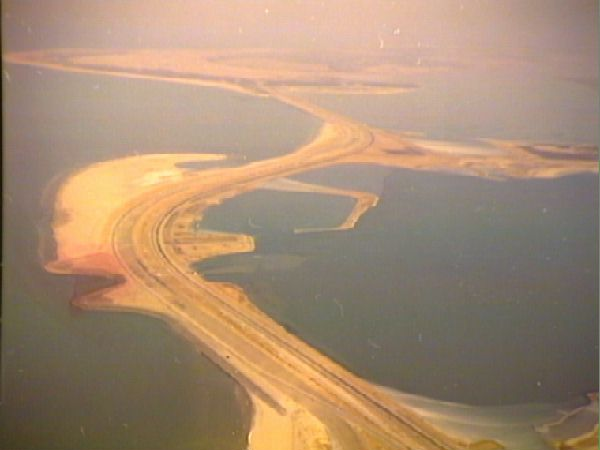
De Brouwersdam.
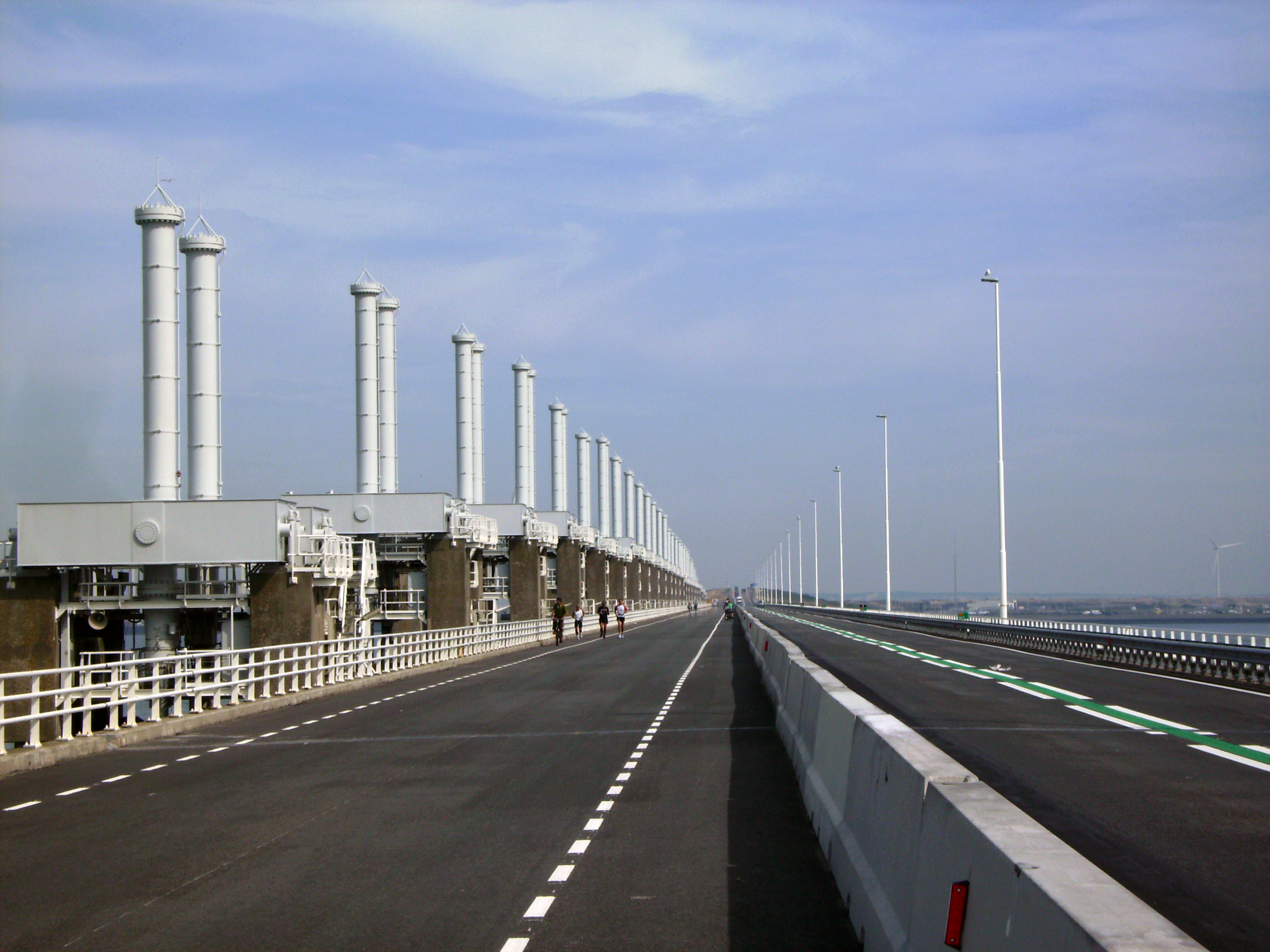
Oosterscheldekering met N57 en parallelweg.
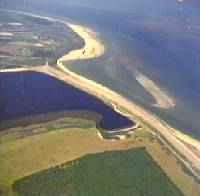
Veerse Gatdam.